# Rivière Shipshaw
Der Rivière Shipshaw ist ein 135 km langer  linker Nebenfluss des Rivière Saguenay in der kanadischen Provinz Québec.

## Flusslauf
Der Oberlauf des Flusses wird gemeinsam mit dem Rivière Betsiamites zum Réservoir Pipmuacan aufgestaut. Der Flusslauf des Rivière Shipshaw beginnt unterhalb der Barrage du Pamouscachiou-1. Er fließt in überwiegend südlicher Richtung. Entlang seinem Flusslauf befinden sich mehrere Wasserkraftwerke und Staudämme. Zu Beginn durchfließt er den 60 km nördlich von Chicoutimi gelegenen 20 km langen aufgestauten Lac Onatchiway. Anschließend wird er zum Lac La Mothe aufgestaut. Eine Druckleitung verbindet den zugehörigen Damm mit dem Wasserkraftwerk. Dieses liegt am oberen Ende des Lac Brochet, welcher ebenfalls ein Wasserkraftwerk speist. Der Lac Brochet liegt an einem rechten Nebenfluss des Rivière Shipshaw. Es folgt der Stausee Lac Sébastien, der wiederum am ursprünglichen Flusslauf des Rivière Shipshaw liegt. Auf den folgenden 25 km überwindet der Rivière Shipshaw mehrere Stromschnellen. Die Route 172 kreuzt den Flusslauf. Schließlich wird er von der Barrage Murdock-Wilson aufgestaut. Eine Druckleitung führt das Wasser hinab zur Mündung des Flusses in den Rivière Saguenay in unmittelbarer Nähe zu dem am Rivière Saguenay gelegenen Staudamm Barrage de Shipshaw mit angeschlossenem Wasserkraftwerk.

## Wasserkraftanlagen
Resolute Forest Products betreibt am Flusslauf 5 Wasserkraftwerke:
In Abstromrichtung sind dies folgende Staudämme und Wasserkraftwerke:
| Staudamm                                             | Fluss-km              | Wasser- kraftwerk | Kapazität (MW) | Einheiten | Fertig- stellung | Stausee        |
| ---------------------------------------------------- | --------------------- | ----------------- | -------------- | --------- | ---------------- | -------------- |
| Barrage Onatchiway (⊙)                               | 74                    | Onatchiway        | 0,45           | 2         | 1925             | Lac Onatchiway |
| Digue de la Chute-des-Georges (⊙); Barrage Betsy (⊙) | 50                    | Jim-Gray          | 63             | 2         | 1953             | Lac La Mothe   |
| Barrage Cunningham (⊙)                               | 36 (an einem Zufluss) | Adam-Cunningham   | 7              | 1         | 1953             | Lac Brochet    |
| Barrage de la Chute-aux-Galets (⊙)                   | 33                    | Chute-aux-Galets  | 14,4           | 2         | 1921             | Lac Sébastien  |
| Barrage Murdock-Wilson (⊙); Digue Murdock-Wilson (⊙) | 4                     | Murdock-Wilson    | 55             | 1         | 1957             |                |

## Freizeit
Der Unterlauf des Flusses führt dank der Staudämme oberstrom ausreichend Wasser für Aktivitäten wie Rafting.